# بزرگ سیاره کوچک (بازی ویدئویی ۲۰۰۹)
بزرگ‌سیاره‌کوچک (به انگلیسی: LittleBigPlanet) که برخی مواقع تحت عنوان بزرگ‌سیاره‌کوچک پی‌اس‌پی نیز شناخته می‌شود، یک بازی ویدئویی به سبک سکوبازی و معمایی است که با همکاری استودیوی سونی کمبریج و شرکت بریتانیایی مدیا مولکول توسعه یافته و به‌وسیلهٔ سونی کامپیوتر انترتینمنت برای کنسول بازی دستی پلی‌استیشن همراه منتشر شد. این بازی در ۱۷ نوامبر ۲۰۰۹، در آمریکای شمالی و ۲۰ نوامبر ۲۰۰۹ در اروپا عرضه شد. سرورهای بازی از تاریخ ۳۰ ژوئیه ۲۰۱۶ تعطیل شدند.